# Hvorslev
Hvorslev er en landsby i Østjylland med 212 indbyggere  (2024). Hvorslev er beliggende tre kilometer syd for Ulstrup og otte kilometer øst for Bjerringbro. Byen ligger i Region Midtjylland og tilhører Favrskov Kommune. Hvorslev lagde navn til den tidligere Hvorslev Kommune.
Hvorslev er beliggende i Hvorslev Sogn og Hvorslev Kirke ligger i byen.